# آر.دی.ان.ای (ریزمعماری)
آر. دی.ان. ای (انگلیسی: RDNA) اسم رمز یک ریزمعماری گسترش یافته و معرفی شده توسط شرکت ای‌ام‌دی برای کارت‌های گرافیکی نسل جدید این شرکت است. آردی‌ان‌ای ادامهٔ دهندهٔ مسیر موفق و پروژه ریزمعماری قبلی، گرافیک کر نکست یا همان جی‌سی‌ان است. نخستین محصولات شرکت که مجهز به چنین ریزمعماری نوظهوری گردیدند، کارت‌های گرافیک ای‌ام‌دی رادئون سری ۵۰۰۰ می‌باشد که در تاریخ ۷ ژوئیه ۲۰۱۹ عرضه گردیدند. این ریزمعماری همچنین قرار است که در محصولات جدید همراه و همین‌طور کنسول‌های نسل جدید دو شرکت سونی و میکروسافت مورد استفاده قرار بگیرد.

## آر.دی.ان. ای ۲
آر.دی.ان. ای ۲ جانشین ریزمعماری آر.دی.ان. ای ۱ است و پیش‌بینی می‌شود که در میانه‌های سال ۲۰۲۰ به‌طور رسمی منتشر گردد. بنا بر اظهارات ای‌ام‌دی، آر.دی.ان. ای ۲ یک روزآمدسازی عمده بر پایهٔ معماری آر.دی.ان. ای ۱ خواهد بود. اطلاعات بیشتر در این زمینه در گزارش تحلیل مالی ای‌ام‌دی در تاریخ ۵ مارس ۲۰۲۰ منتشر شد. طبق گفته شرکت ای‌ام‌دی، آر.دی.ان. ای ۲ نسبت به آر.دی.ان. ای ۱ باعث بهبود ۵۰٪ عملکرد در هر وات می‌شود هر چند هنوز و به‌طور رسمی آمار دقیق ارائه نشده‌است اما مشخص است که سرعت ریزپردازنده و دستورالعمل چرخه افزایش قابل‌توجهی خواهد داشت. ویژگی‌های بیشتری که توسط ای‌ام‌دی تأیید گردیده نشان می‌دهد که شتاب‌دهی سخت‌افزاری بی‌درنگ رهگیری پرتو در این ریزمعماری گنجانده شده‌است. ریزمعماری آر.دی.ان. ای ۲ قرار است که در کنسول‌های بازی نسل آینده و کارت‌های گرافیک رایانه‌های شخصی با نام رمز Navi 2x مورد استفاده قرار بگیرد.